# Helen McCrory
Helen Elizabeth McCrory (Paddington, London, 1968. augusztus 17. – London, 2021. április 16.) angol színésznő.
A 2006-os A királynő és a 2010-es Különleges kapcsolat című filmekben Cherie Blairt, Tony Blair volt miniszterelnök feleségét alakította. 2009 és 2011 között a Harry Potter filmek utolsó három részében Narcissa Malfoyt játszotta. Egyéb filmjei közé tartozik a Charlotte Gray (2001), A leleményes Hugo (2011) és a Skyfall (2012).
Televíziós sorozatokból is ismert: szerepelt a Birmingham bandája (2013–2019) és a Londoni rémtörténetek (2014–2015) epizódjaiban, valamint az AnyaApaFiú (2019) című minisorozatban.
2017-ben a dráma műfajában nyújtott teljesítményéért megkapta A Brit Birodalom Rendjének tiszti fokozatát (OBE).

## Magánélete
2007 óta Damian Lewis brit színész-filmproducer felesége volt, két gyermekük született.
2021. április 16-án hunyt el rákban.

## Filmográfia

### Film
| Év   | Magyar cím                             | Eredeti cím                                   | Szerep                          | Magyar hang       |
| ---- | -------------------------------------- | --------------------------------------------- | ------------------------------- | ----------------- |
| 1994 | Interjú a vámpírral                    | Interview with the Vampire                    | prostituált                     |                   |
| 1994 | Lóhalálában                            | Uncovered                                     | Lola                            |                   |
| 1997 |                                        | The James Gang                                | Bernadette James                |                   |
| 1998 | Maffiás leszámolás                     | Dad Savage                                    | Chris                           |                   |
| 2000 |                                        | Hotel Splendide                               | Lorna Bull                      |                   |
| 2001 | Charlotte Gray                         | Charlotte Gray                                | Francoise                       |                   |
| 2002 | Monte Cristo grófja                    | The Count of Monte Cristo                     | Valentina Villefort             | Kocsis Judit      |
| 2002 |                                        | Deep Down (rövidfilm)                         | Dana                            |                   |
| 2003 |                                        | Does God Play Football (rövidfilm)            | Sarah Ward                      |                   |
| 2004 | Kitartó szerelem                       | Enduring Love                                 | Mrs. Logan                      |                   |
| 2005 | Casanova                               | Casanova                                      | Casanova anyja                  |                   |
| 2006 |                                        | Normal for Norfolk (rövidfilm)                | Clare                           |                   |
| 2006 | A királynő                             | The Queen                                     | Cherie Blair                    | Hámori Eszter     |
| 2007 | Jane Austen magánélete                 | Becoming Jane                                 | Mrs. Radcliffe                  |                   |
| 2008 | Emlékek hálójában                      | Flashbacks of a Fool                          | Peggy Tickell                   |                   |
| 2009 | Harry Potter és a Félvér Herceg        | Harry Potter and the Half-Blood Prince        | Narcissa Malfoy                 | Hámori Eszter     |
| 2009 | A fantasztikus Róka úr                 | Fantastic Mr. Fox                             | Bán asszony (hangja)            | Ősi Ildikó        |
| 2010 |                                        | 4.3.2.1.                                      | Mrs. Jones                      |                   |
| 2010 | Harry Potter és a Halál ereklyéi 1.    | Harry Potter and the Deathly Hallows – Part 1 | Narcissa Malfoy                 | Hámori Eszter     |
| 2011 | Harry Potter és a Halál ereklyéi 2.    | Harry Potter and the Deathly Hallows – Part 2 | Narcissa Malfoy                 | Nádorfi Krisztina |
| 2011 | A leleményes Hugo                      | Hugo                                          | Jeanne mama                     | Borbás Gabi       |
| 2012 |                                        | Flying Blind                                  | Dr. Frankie Lethbridge          |                   |
| 2012 | Skyfall                                | Skyfall                                       | Clair Dowar képviselő           | Andresz Kati      |
| 2012 |                                        | The Cable Club (Soho) (rövidfilm)             | Stella                          |                   |
| 2014 | A virág románca                        | A Little Chaos                                | Madame Françoise Le Nôtre       | Farkasinszky Edit |
| 2015 | A fekete ruhás nő 2. – A halál angyala | The Woman in Black: Angel of Death            | Jean Hogg                       | Kovács Nóra       |
| 2015 |                                        | Bill                                          | I. Erzsébet angol királynő      |                   |
| 2016 |                                        | Their Finest                                  | Sophie Smith                    |                   |
| 2017 |                                        | Loving Vincent                                | Louise Chevalier (hangja)       |                   |
| 2021 |                                        | Charlotte                                     | Paula Lindberg-Salomon (hangja) |                   |

### Televízió
| Év        | Magyar cím                                | Eredeti cím                                       | Szerep                              | Megjegyzések                                           |
| --------- | ----------------------------------------- | ------------------------------------------------- | ----------------------------------- | ------------------------------------------------------ |
| 1993      |                                           | Full Stretch                                      | Vicki Goodall                       | 1 epizód                                               |
| 1993      |                                           | Performance                                       | Jean Rice                           | 1 epizód                                               |
| 1995      |                                           | Screen Two                                        | Jo                                  | 1 epizód                                               |
| 1995      |                                           | Dirty Old Town                                    | Claire                              | tévéfilm                                               |
| 1996      |                                           | The Fragile Heart                                 | Nicola Pascoe                       | 3 epizód                                               |
| 1996      |                                           | Witness Against Hitler                            | Freya von Moltke                    | tévéfilm                                               |
| 1997      |                                           | Trial & Retribution                               | Anita Harris                        | 2 epizód                                               |
| 1998      |                                           | Spoonface Steinberg                               | anya                                | tévéfilm                                               |
| 1999      | Tizedmásodperc                            | Split Second                                      | Angie Anderson                      | tévéfilm                                               |
| 2000      | Anna Karenina                             | Anna Karenina                                     | Anna Karenina                       | 4 epizód                                               |
| 2000      |                                           | North Square                                      | Rose Fitzgerald                     | 10 epizód                                              |
| 2001      |                                           | In a Land of Plenty                               | Mary Freeman                        | 3 epizód                                               |
| 2002      |                                           | The Jury                                          | Rose Davies                         | 6 epizód                                               |
| 2002      |                                           | Dickens                                           | Kate Dickens                        | dokudráma (3 epizód)                                   |
| 2002      |                                           | Dead Gorgeous                                     | Antonia Ashton                      | tévéfilm                                               |
| 2003      | Jim, a randiguru                          | Lucky Jim                                         | Margaret Peel                       | tévéfilm                                               |
| 2003      |                                           | Carla                                             | Carla French                        | tévéfilm                                               |
| 2003      | II. Károly: Erő és szenvedély             | Charles II: The Power and The Passion             | Lady Castlemaine (Barbara Villiers) | tévéfilm                                               |
| 2004      | Sherlock Holmes és a selyemharisnya esete | Sherlock Holmes and the Case of the Silk Stocking | Jenny Vandeleur                     | tévéfilm                                               |
| 2005      | Gyilkos megváltó: A szívszaggató          | Messiah                                           | Dr. Rachel Price                    | minisorozat (3 epizód)                                 |
| 2007      |                                           | Frankenstein                                      | Dr. Victoria Frankenstein           | tévéfilm                                               |
| 2009      | Életfogytig zsaru                         | Life                                              | Amanda Puryer                       | 5 epizód                                               |
| 2010      | Ki vagy, doki?                            | Doctor Who                                        | Rosanna Calvierri                   | 1 epizód                                               |
| 2010      | Különleges kapcsolat                      | The Special Relationship                          | Cherie Blair                        | - tévéfilm - magyar hangja: - Agócs Judit              |
| 2011      | Phineas és Ferb                           | Phineas and Ferb                                  | Lucy Fletcher (hangja)              | 1 epizód                                               |
| 2012      |                                           | We'll Take Manhattan                              | Lady Clare Rendlesham               | tévéfilm                                               |
| 2012      |                                           | Leaving                                           | Julie Ranmore                       | minisorozat (3 epizód)                                 |
| 2013–2019 | Birmingham bandája                        | Peaky Blinders                                    | Polly Gray                          | főszereplő                                             |
| 2014      | A kilences házszám alatt                  | Inside No. 9                                      | Tabitha                             | 1 epizód                                               |
| 2014      | A komédiás két élete                      | Tommy Cooper: Not Like That, Like This            | Mary Kay                            | - tévéfilm - magyar hangja: - Györgyi Anna             |
| 2014–2015 | Londoni rémtörténetek                     | Penny Dreadful                                    | Evelyn Poole (Madame Kali)          | 12 epizód                                              |
| 2017      |                                           | Fearless                                          | Emma Banville                       | minisorozat (6 epizód)                                 |
| 2019      | AnyaApaFiú                                | MotherFatherSon                                   | Kathryn Villiers                    | minisorozat (8 epizód)                                 |
| 2019      |                                           | Have I Got News For You                           | önmaga (házigazda)                  | 1 epizód                                               |
| 2019–2020 | Az Úr sötét anyagai                       | His Dark Materials                                | Stelmaria (hangja)                  | 3 epizód                                               |
| 2020      | Kvíz                                      | Quiz                                              | Sonia Woodley QC                    | főszereplő (2 epizód)                                  |
| 2020      | Roadkill                                  | Roadkill                                          | Dawn Ellison                        | - főszereplő (4 epizód) - magyar hangja: - Kovács Nóra |

## Fordítás
- Ez a szócikk részben vagy egészben  a   Helen McCrory című angol Wikipédia-szócikk fordításán alapul.  Az eredeti cikk szerkesztőit annak laptörténete sorolja fel. Ez a jelzés csupán a megfogalmazás eredetét és a szerzői jogokat jelzi, nem szolgál a cikkben szereplő információk forrásmegjelöléseként.